# ディスコネクテッド (フェイツ・ウォーニングのアルバム)
『ディスコネクテッド』（Disconnected）は、アメリカ合衆国のプログレッシブ・メタル・バンド、フェイツ・ウォーニングが2000年に発表した9作目のスタジオ・アルバム。

## 解説
タイトル曲は、当初は一つの曲として作られたが、バンドがスタジオ入りした際、アルバムのイントロダクションにするという案から発展して、最終的には2パートに分けて収録された。「スティル・リメインズ」は16分におよぶ大作で、ジム・マテオスの父の死に影響を受けた歌詞となっている。本作のレコーディングに参加したケヴィン・ムーアとジョーイ・ヴェラは、ブックレットのバンド・ショットには写っておらず、サポート・メンバー扱いとなっている。
ロバート・テイラーはオールミュージックにおいて5点満点中4点を付け、ケヴィン・ムーアの演奏に関して「パット・メセニー・グループにおけるライル・メイズの役割に匹敵する」、全体像に関して「彼らの知的で陰鬱なアプローチは、有象無象のドリーム・シアターのクローンとは全く異なり、なおも新しい音楽へ進化し続けている」「恐らく歴史上最も重要なプログレッシブ・メタル・バンドによる力作」と評している。2023年にメタル・ブレイドから発売された再発盤には、デモ・ヴァージョン2曲と、ザ・チャーチのカヴァー「Under the Milky Way」がボーナス・トラックとして追加された。

## 収録曲
1. ディスコネクテッド・パート1 - "Disconnected Part 1" - 1:14
  - 作曲：ジム・マテオス
2. ワン - "One" - 4:26
  - 作詞：レイ・アルダー／作曲：ジム・マテオス
3. ソー - "So" - 8:08
  - 作詞・作曲：ジム・マテオス
4. ピーシズ・オブ・ミー - "Pieces of Me" - 4:24
  - 作詞：ジム・マテオス、レイ・アルダー／作曲：ジム・マテオス
5. サムシング・フロム・ナッシング - "Something from Nothing" - 10:58
  - 作詞：レイ・アルダー／作曲：ジム・マテオス
6. スティル・リメインズ - "Still Remains" - 16:08
  - 作詞・作曲：ジム・マテオス
7. ディスコネクテッド・パート2 - "Disconnected Part 2" - 6:11
  - 作曲：ジム・マテオス

### 2023年エクスパンデッド・エディション盤ボーナス・トラック
1. "Someone/Everything (One Demo)" - 4:11
2. "It's Over (Shutdown Demo)" - 7:34
3. "Under the Milky Way" - 4:33
  - 作詞・作曲：カリン・ヤンソン、スティーヴ・キルビー

## 参加ミュージシャン
- レイ・アルダー - ボーカル
- ジム・マテオス - ギター、キーボード、シーケンサー、ノイズ
- マーク・ゾンダー - ドラムス、アディショナル・ボイス

アディショナル・ミュージシャン
- ジョーイ・ヴェラ - ベース
- ケヴィン・ムーア - キーボード
- スティーヴ・トゥーシャー - アディショナル・キーボード、シーケンサー、ノイズ